# Lista de bibliotecas de propriedade da Warner Bros. Discovery
Esta é uma lista com os catálogos e bibliotecas pertencentes à Warner Bros. Discovery.

## Bibliotecas de conteúdo

### Warner Bros.

#### Warner Bros. Pictures Group
- Warner Bros. Pictures (pós-1949) (incluí DC Studios e Warner Animation Group) com poucas exceções pertencentes a terceiros
  - Seven Arts Productions[4]
    - Seven Arts Television

  - National General Pictures, junto com a série Tarzan (excluindo filmes produzidos por Cinema Center Films pertencente à Paramount Pictures)
  - Orion Pictures (pré-1982)
  - Lorimar Motion Pictures[5] (1978–1990) com poucas exceções
    - Monogram Pictures/Allied Artists Pictures Corporation (1943–1979) (alguns filmes pré-1947 pertencem à MGM Studios)

  - The Geffen Film Company, exceto para Beavis and Butt-Head conquistam a América que pertence à Paramount Pictures
  - Warner Independent Pictures
  - Warner Premiere
  - Dark Castle Entertainment (pré-2012)
  - RatPac-Dune Entertainment (2013–2018), somente filmes coproduzidos e co financiados com  Warner Bros. Pictures, além de Liga da Justiça de Zack Snyder[6]
  - Direitos de distribuição dos filmes da The Saul Zaentz Company (pré-1991)
  - Direitos de distribuição para os filmes da Samuel Goldwyn Productions (1923–1959)[7] exceto por The Hurricane pertencente à MGM Studios e filmes em domínio público.
  - Direitos de distribuição internacionais para a maior parte dos filmes da Morgan Creek Entertainment pré-2011
  - Direitos de distribuição internacionais de filmes da Metro-Goldwyn-Mayer nos cinemas e home vídeo (pós Agosto de 1986)
  - Direitos de distribuição de filmes da Locksmith Animation
  - Turner Entertainment Co.[8]
    - Biblioteca de filmes da Metro-Goldwyn-Mayer (pré-Maio 1986)
      - Material dos predecessores da MGM (Metro Pictures, Goldwyn Pictures, e Louis B. Mayer Pictures) pós-1915 que não estão em domínio público
      - MGM Television  (pré-1985), excluindo a série clássica de  Flipper e série clássica de Fame, ambos pertencentes a MGM por si só
      - MGM Cartoons (1934–1958, 1961–1967)
      - As bibliotecas da United Artists/Associated Artists Productions:[9][10]
        - Gilligan's Island e seus spin-offs animados, The New Adventures of Gilligan and Gilligan's Planet
        - Warner Bros. Pictures (pré-1950) exceto filmes que pertencem à outras companhias ou estão em domínio público[11]
          - First National Pictures
          - Warner Bros. Cartoons (curtas coloridos de pré-Agosto de 1948, incluí Bugs Bunny: Superstar)

        - Curtas de Popeye produzidos pela Fleischer Studios/Famous Studios (1933–1957)
        - RKO Pictures (pre-1959) (Direitos de distribuição nos Estados Unidos, Canadá, América Latina, Reino Unido, França e na Austrália), exceto por co-produções e filmes que pertencem à terceiros ou estão em domínio público[12]

    - Brut Productions[13]
    - Particular Crowd (pre-2023)[14][15]
    - Turner Pictures

  - Discovery Films
- New Line Cinema (incluindo filmes de 2005–08 da Picturehouse)
  - New Line Television
  - Fine Line Features
- Castle Rock Entertainment (pré-2010)[16] (os direitos dos filmes pré-1994 em home vídeo e streaming estão com a MGM via Orion Pictures, e Questão de Honra, Na linha de fogo, e O anjo da guarda pertencem à Columbia Pictures)
  - Castle Rock Entertainment Television, incluindo os direitos autorais de Seinfeld, cuja distribuição é a cargo da Sony Pictures Television[17]

### Cable News Network, Inc.
- CNN Originals
- CNN Films
- HLN Originals

### Home Box Office, Inc.
- HBO (incluindo a maior parte da HBO Documentary Films e programas produzidos para o Cinemax)
  - HBO Films
  - HBO Independent Productions
  - HBO Latin America Originals
  - HBO Downtown Productions (pré-1992)
  - Time-Life Films (pré-1986)[18]
    - The March of Time
    - Talent Associates (exceto para East Side/West Side pertencente à MGM Studios, McMillan & Wife pertencente à NBCUniversal, e maior parte das séries co produzidas com a CBS Productions que pertencem à Paramount Global)
- Magnolia Network

### Redes de Televisão e Estúdios
- Warner Bros. Television Studios
  - Alloy Entertainment[19]
  - Warner Horizon Scripted Television/Warner Horizon Unscripted Television
  - Telepictures
    - Turner Program Services

  - Rankin/Bass Productions (post-1973)
  - Lorimar Television
  - The Wolper Organization  (post-1970)
  - Cartoon Network Studios, includindo Williams Street (execto por Star Wars: The Clone Wars (2003),que pertence à The Walt Disney Company via Lucasfilm, eTransformers: Animated que pertence à Hasbro)
    - CN LA Original Productions

  - Warner Bros. Animation
    - Warner Bros. Cartoons (curtas preto e branco e pós Julho de 1948)
    - Blue Ribbon Content
    - Hanna-Barbera (exceto para séries feitas para terceiros)[20]
    - Ruby-Spears Enterprises (pré-1990)
- Warner Bros. Discovery Networks (incluindo Discovery Channel, TLC, Animal Planet, Discovery Life, HGTV, Travel Channel, Food Network, Discovery Family, Cartoon Network, TruTV, e outros canais)
- Warner Bros. International Television Production
  - Warner Bros. Television Studios UK
    - Shed Media[21]
    - Renegade Pictures
    - Ricochet[22]
    - Twenty Twenty[23]
    - Wall to Wall Media[24]
    - All3Media (participação de 50%)[25]
    - Hanna-Barbera Studios Europe
    - LazyTown Entertainment (exceto para LazyTown Extra que pertence à BBC Studios)[26]

  - Eyeworks[27]
    - Eyeworks UK
    - Eyeworks Touchdown
    - Eyeworks Cuatro Cabezas
    - Eyeworks Egmond
    - Eyeworks Brazil

### DC Entertainment
- Bibliotecas absorvidas
  - National Comics Publications (predecessor)[28][29]
  - All-American Publications (predecessor)
  - Fawcett Comics (1939–1980)
  - Quality Comics  (1935–1956)
  - Charlton Comics (1945–1986)
  - Fox Feature Syndicate  (c. 1930s–1950s)
- DC Comics (1977–presente)
- Vertigo Comics (1993–2020)
  - DC Black Label (2020–presente) (sucessor)
- Amalgam Comics  (1996–1997; co-proprietária com a Marvel Comics)
- All-Star  (2005–2008)
- WildStorm
- Mad Magazine
- Milestone
- Wonder Comics

### Streaming & Entretenimento Interativo
- Otter Media
  - Fullscreen
    - Machinima, Inc.

  - Gunpowder and Sky
  - Rooster Teeth Productions
- Warner Bros. Interactive Entertainment
  - TT Games (com algumas exceções)[30]
  - Monolith Productions
  - Surreal Software
  - WB Games
  - CN Games
  - Adult Swim Games
  - Midway Games[31]
    - Midway Games West Inc.
    - Time Warner Interactive
    - Williams Electronics (video games)

### Publicação de Trilhas Sonoras
- Lorimar Music Publishing, Inc.
  - Lorimar Music A Corp. (ASCAP)
  - Lorimar Music Bee Corp. (BMI)
- New Line Melodies (SESAC)
- New Line Music Corp. (BMI)
- New Line Tunes (ASCAP)
- T-L Music Publishing Company, Inc.
  - Eleven Hundred Music (SESAC)
  - L-T Music Publishing (BMI)
  - T-L Music Publishing (ASCAP)
- Turner Music Publishing Inc.
  - RET Music, Inc. (ASCAP)
  - Super Satellite Music (BMI)
  - Techwood Music, Inc. (ASCAP)
  - Ten Fifty Music, Inc. (BMI)
  - Title Match Music, Inc. (SESAC)
  - Turner Music Canada, Inc. (SOCAN)
- Warner-Barham Music LLC (BMI)
- Warner-Hollywood Music LLC (SESAC)
- Warner-Olive Music LLC (ASCAP)